# Broadcom
Broadcom (abans Avago Technologies) és una empresa dels EUA que dissenya, desenvolupa i comercialitza productes electrònics basats en tecnologies de semiconductors digitals i analògics. Té quatre mercats primaris : infraestructura cablejada, comunicacions sense fils, servei d'emmagatzemament empresarial i industrial.

## Història
- 1961 : creació com a divisió semiconductors de Hewlett-Packard.
- 1999 : aquesta part s'anomena Avago Technologies.
- 2015 : Avago Technologies compra Broadcom i es reanomena Broadcom Limited.
- 2017 : anunci d'intenció de compra de Qualcomm.[4]

## Productes
Productes principals : 
• Modems Broadband, Wideband ADC/DACs, Custom DSP & ARM CPUs, Wi-Fi/Bluetooth/GPS, sistemes de cable i fibra òptica PHYs, Switching Fabrics, Analog & DSP SerDes, FBAR & RF Front-Ends, SAS/SATA/FC/PCIe/Read-Channel, VCSEL/DFB Optics, Sensat Òptic.